# Crinodes guatemalena
Crinodes guatemalena är en fjärilsart som beskrevs av Druce 1887. Crinodes guatemalena ingår i släktet Crinodes och familjen tandspinnare. Inga underarter finns listade i Catalogue of Life.